# Efe Akman
Efe Akman (* 20. března 2006) je turecký profesionální fotbalista, který hraje na pozici defenzivního záložníka za klub Galatasaray SK.

## Klubová kariéra
Akman je mládežnickým produktem Galatasaraye a vypracoval se až do jejich akademie. S týmem do 16 let vyhrál ligový titul. Svůj seniorský a profesionální debut si odbyl v Süper Lig jako pozdní náhradník při výhře 3:0 nad Konyasporem 7. ledna 2024.

## Reprezentační kariéra
Akman je mládežnický reprezentant Turecka. Hrál za Turecko U17 na Mistrovství Evropy ve fotbale do 17 let 2022.

## Osobní život
Akman je synem bývalého tureckého fotbalového reprezentanta Ayhana Akmana. Jeho bratr Hamza hraje fotbal v dánském klubu SønderjyskE Fodbold. Jeho bratranec Ali Akman je také profesionálním fotbalistou.